# Józef Grzesiak
Józef Grzesiak (Popów, 18 febbraio 1941 – Breslavia, 30 maggio 2020) è stato un pugile polacco.

## Palmarès

### Olimpiadi
- 1 medaglia:
  - 1 bronzo (Tokyo 1964 nei pesi superwelter)